# Gai (retòric)
Gai (en llatí Gaius, en grec antic Γάϊος) fou un retòric grec de data incerta.
Estobeu ha conservat alguns dels títols de les seves obres i dona extractes de sis de les seves declamacions (Estobeu. Florilegium vol. i. pp. 89, 266, vol. iii. pp. 3, 29, 56, &c., 104, 135, 305, &c).